# 雄琴温泉
雄琴温泉（おごとおんせん）は、滋賀県大津市苗鹿（のうか）・雄琴にある温泉。最澄によって開かれたと伝えられる約1200年の歴史を持つ由緒ある温泉。滋賀県下最大の温泉地であり、2000年以降、地元観光協会などでは平仮名表記の「おごと温泉」を使用している（後述）。
近年、各旅館経営者の改善努力によって特に変化著しい温泉地の一つであり、着実に宿泊客が増えている。2006年10月27日に第1回「地域ブランド」（地域団体商標）として認定されている（第5034857号）。

## 泉質
- 源泉名 雄琴温泉 市第5号泉、市第4号泉
- アルカリ性単純温泉（低張性アルカリ性温泉）
- 源泉 30.1℃（気温15.6℃）、市第5号泉（35.9℃）、市第4号泉（25.9℃）
- 温泉成分 カリウム、ナトリウム、アンモニウム、カルシウム、アルミニウム、メタケイ酸、メタホウ酸、硝酸イオン、フッ素イオン、炭酸イオン、硫酸イオン、マグネシウム、フェロイオン（鉄(II)イオン）、フェリイオン（鉄(III)イオン）、遊離炭酸など。

## 適応症
- 神経痛、筋肉痛、関節痛、五十肩、運動麻痺、関節のこわばり、うちみ、くじき、慢性消化器病、痔疾、冷え性、疲労回復など。

## 温泉街
1929年（昭和4年）創業の老舗湯元舘をはじめとして旅館・ホテルが10軒ほどが滋賀県道558号高島大津線（旧国道161号）を挟んで点在する。比叡山の山麓（堅田丘陵とも呼ぶ）沿いに建てられているため、琵琶湖など眺望に優れる。周辺には比叡山延暦寺とその門前町坂本、日吉大社、堅田の浮御堂、園城寺（三井寺）、紫式部で有名な石山寺など歴史ゆかりの文化財が多く、観光拠点として適している。名物料理として鴨料理や近江牛料理などがあり、特に鴨鍋は冬の琵琶湖を代表する味覚である。
その一方で歓楽温泉としても発展した背景があり、昭和40年代以降に温泉街の南側、大正寺川左岸の河口付近にトルコ風呂（当時、後のソープランド）が進出した（この特殊浴場には雄琴温泉の源泉は引かれておらず、温泉としての関連性は皆無である）。これらは、温泉街とは明確に隔離されている。
最寄り駅の雄琴駅は、地元の働きかけにより2008年3月15日、「おごと温泉駅」に改称された。
2011年2月1日、観光施設として大津市立おごと温泉観光公園がオープンした。

## 歴史

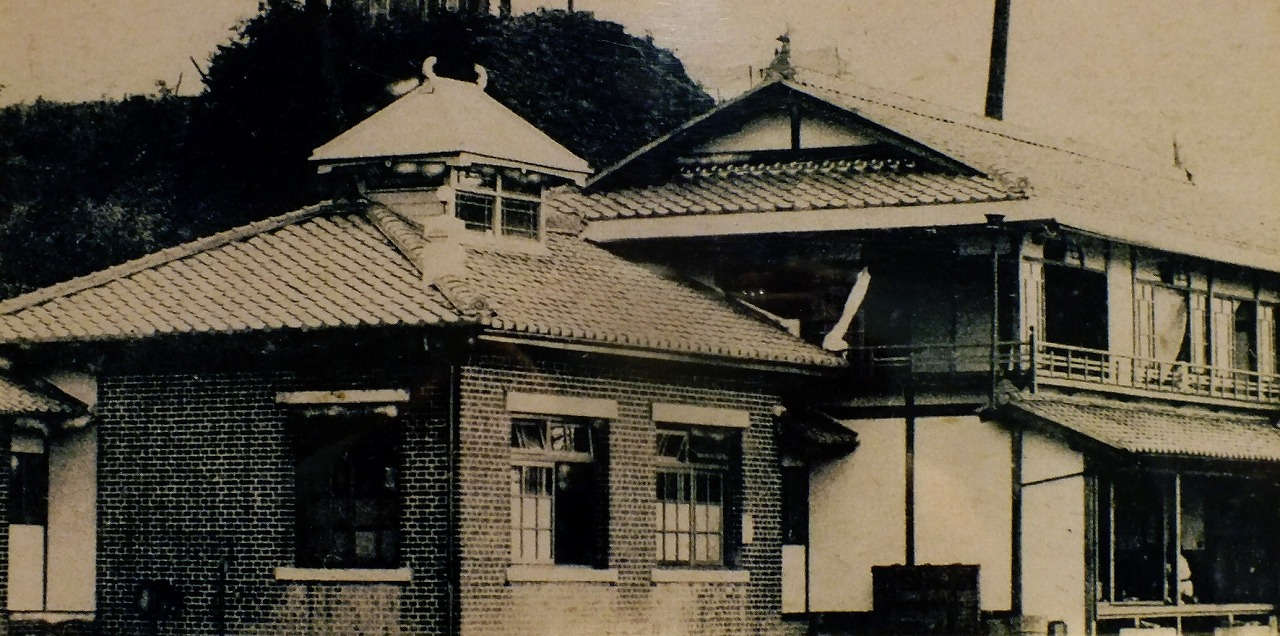
雄琴温泉で最初に創業した湯元舘と大衆浴場（大正13年）

約1200年前に最澄が開いた湯といわれるが、次のような言い伝えがある。昔はこの近くに8つの頭を持つ大蛇が棲んでいたといわれ、その大蛇の棲む谷には念仏池（別名:蛇池）という池があった。この池は病気に効くというので、村人は念仏を唱えながら賽銭を投げ入れていたという。この池が雄琴温泉の由来であるとされる。この念仏池は、滋賀郡苗鹿村の西近江路を少し西に入ったあたりにある法光寺（天台宗）境内の北端（字蛇ヶ谷）にあった池である。苗鹿村の北隣が雄琴村になるが、1889年（明治22年）の町村制施行により、苗鹿、雄琴、千野の3村合併で、市町村としての雄琴村が発足し、温泉開発が本格化したのが大正以降であるため、苗鹿と雄琴にまたがるも雄琴温泉と称される。なお、雄琴の地名は、平安時代の貴族今雄宿禰の荘園があり、その邸からよく琴の音が聞こえたことから、姓から「雄」を取り「琴」を足して、雄琴と呼ばれるようになった。
法光寺境内の念仏池には地下水が絶え間なく湧出し、村人らが飲用するとたちまちに難病すらも癒え、池底の泥を皮膚に塗ったところ汗疹、皮膚病などが完治したとの言い伝えが残り、古来より霊泉として崇められてきた。大正時代には、霊泉がラジウム鉱泉であることが判明し、温泉開発に一気に弾みがついた。その後は江若鉄道雄琴温泉駅が設けられて鉄道が開通すると、温泉旅館が多く建つようになる。
第二次世界大戦後のしばらくの間は、進駐軍に接収されていた。接収解除後は再び鄙びた温泉となって客はまばらであった。誘客のため冬になると琵琶湖にやって来る鴨を使った鴨すきを名物に売り出すこととなり、大阪市内で生きた鴨にネギを背負わせて、人波に放したキャンペーンを行ったこともあったという。こうして冬の鴨すきで認知度が高まったが、その他のシーズンは1970年（昭和45年）の日本万国博覧会の特需に沸いた程度で厳しかった。他の温泉街が歓楽色を強めていた時代であったが、鉱泉の沸かし湯で際立った特徴がないために、年に数回修学旅行の需要がある程度で、芸者は大津市内から呼ぶ必要があった。のちに雄琴初のトルコ風呂（ソープランド）「花影」を構えることになる田守世四郎が、候補地視察で宿泊した際には「他にお客がいないので大浴場は沸かしていません」と言われたという。

### 風俗街化と低迷

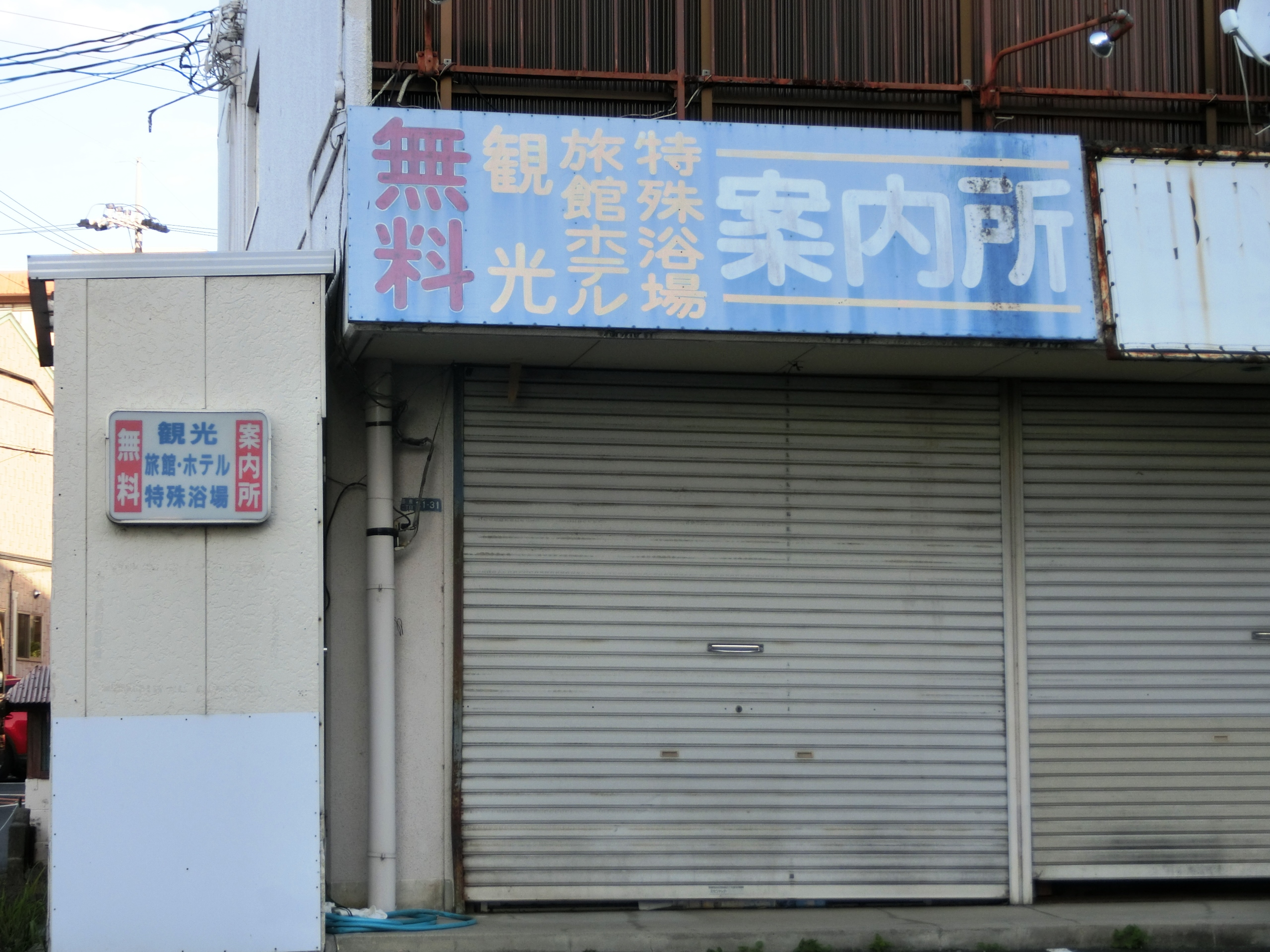
閉鎖された無料案内所（苗鹿二丁目）
（※「特殊浴場」とは『ソープランド』のことである）

1971年（昭和46年）2月に、雄琴温泉街から南に500メートル離れた大正寺川左岸の河口付近に、前述の「花影」が開店した。
周囲は水田しかない場所であり、滋賀県庁も「こんな田んぼの真ん中では誰も開業することはない」と考えて性風俗営業許可区域としていた場所であったが、田守世四郎は国道161号を走る自動車に県外ナンバーが多いことに気づき、モータリゼーションの波に乗って進出に踏み切った。
周囲の冷ややかな目とは裏腹に、田守の目算を遙かに上回る大盛況となり、大規模な性風俗関連特殊営業が形成されていった。進出した業者の多くは東京都・千葉県・神奈川県の業者であった。
これにより温泉旅館は好景気に沸き、1978年には年間50万人の宿泊客が押し寄せ、34.5億円の売上を記録している。一方で「雄琴＝ソープランド」というイメージが定着し、1980年代から1990年代の旅行ガイドブック、温泉ガイドブックには、雄琴温泉の名は記載から外されることもあり、1990年代に発行された、旅行読売出版社による全国の温泉地を網羅した『全国温泉大事典』にも、「戦後、歓楽温泉として発展」と書かれるのみで、温泉地として専門家からの評価も低下した。

### イメージ改善と再生

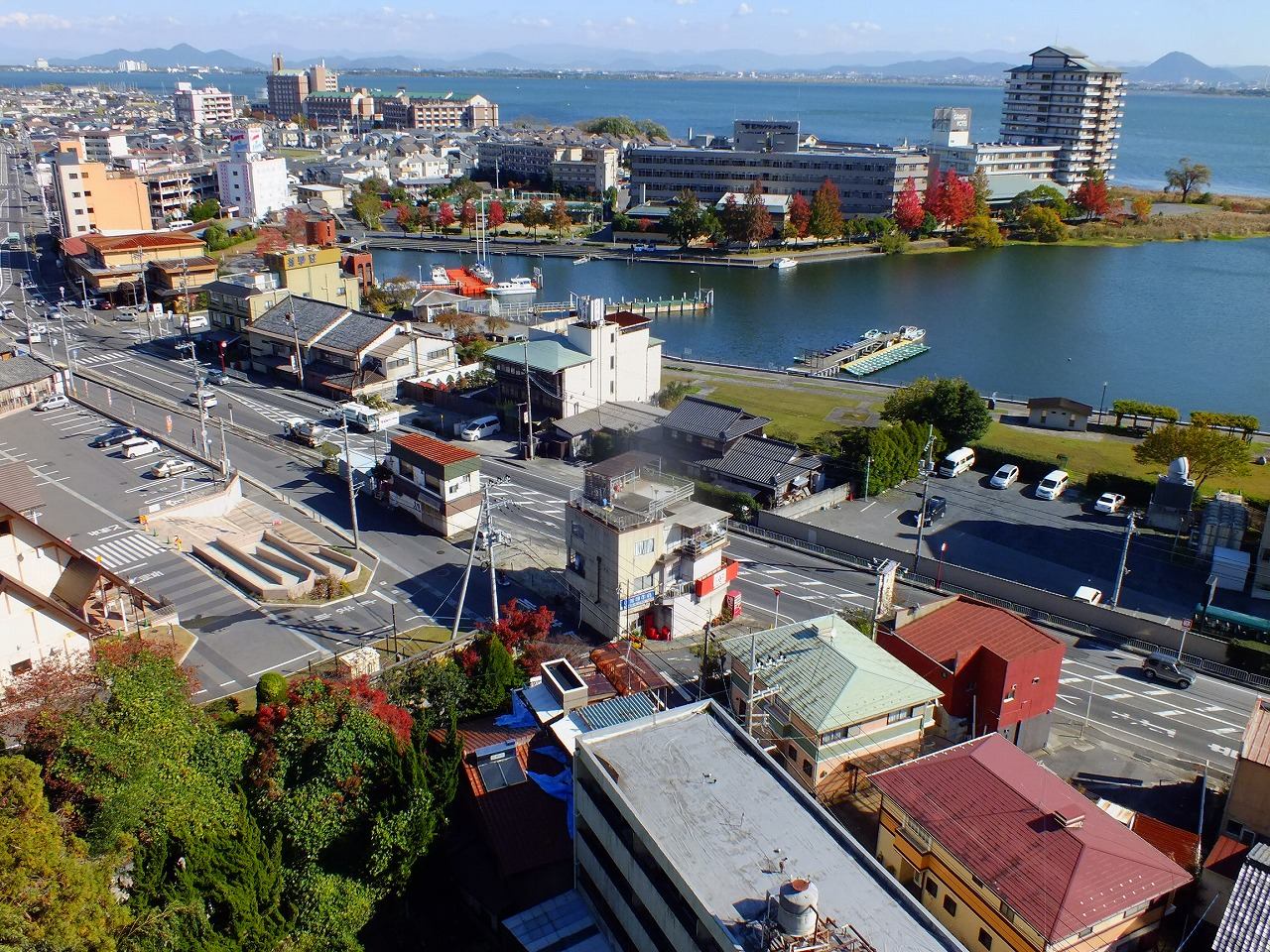
湯元舘の屋上から見る温泉街

前述のことから、雄琴温泉は風俗街のイメージが先行し家族層からは敬遠された。また、バブル崩壊後は主な得意客であった職場団体客が激減し、28軒あった旅館が10軒までに減少した。生き残りを図るために旅館組合の8名が『雄琴青経塾』を立ち上げ、これまでの体制や慣習を抜本的に見直し、「雄琴といえば風俗街」というイメージの払拭を図るため、改装に乗り出した。各々の旅館が全室露天風呂付きの客室の新館や別館を併設したり、趣向を凝らした露天風呂などを開設している。
また、接客やサービスの改善に努め、創作料理を提供するなど旅館同士でのハード・ソフト両面改善の競争が起こった。地元のブランド牛である「近江牛」を提供する「認定近江牛指定店」に全10軒すべてが登録し、食へのこだわりがある街としてのイメージを印象づけるとともに、屋号の変更も相次いだ。こうした旅館組合ぐるみによる旅館同士の競争が相乗効果を生み、着実にリピーターや新規顧客を増加させ、日帰り施設なども作られ、年間60万人超が利用する温泉地となった。
なお、雄琴温泉の表記は、おごと温泉観光協会などの団体や地方公共団体では「おごと温泉」（大津市の条例は漢字表記）としている一方で、マスメディアでの表記は「雄琴温泉」「おごと温泉」の両方が混在している。

## 交通
- 鉄道

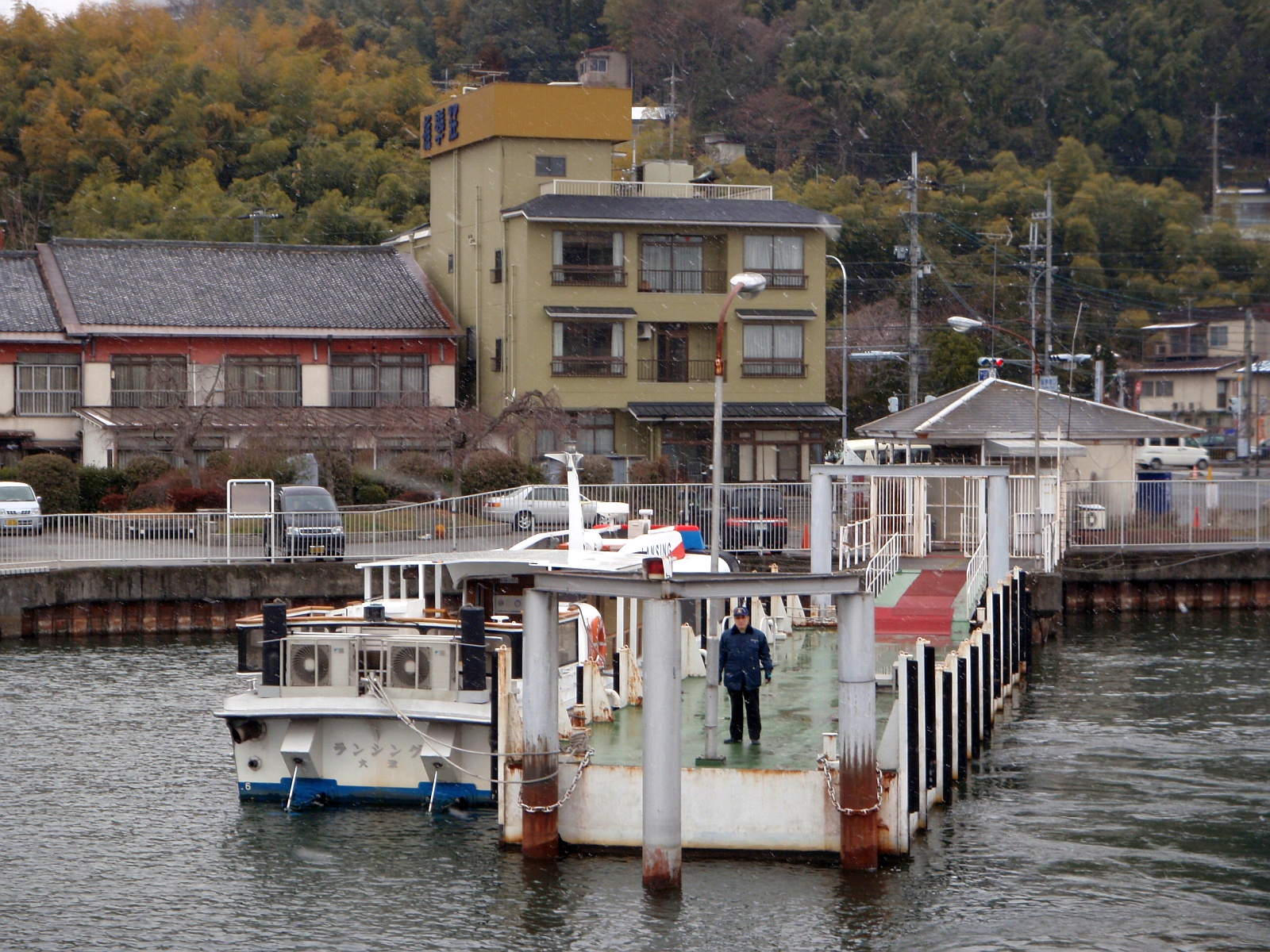
おごと温泉港（琵琶湖汽船が使用している桟橋）

  - 西日本旅客鉄道（JR西日本）湖西線 おごと温泉駅からタクシーまたは各旅館・ホテルの送迎バス。
- 路線バス
  - 江若交通「おごと温泉」・「おごと温泉ホテル前」各停留所下車。
- 自動車
  - E1 名神 京都東ICから西大津バイパスを経由し、湖西道路 仰木雄琴ICより滋賀県道315号仰木雄琴線を経由し、滋賀県道558号高島大津線を500メートルほど南下（京都東ICから約20分[15]）。
  - E1 名神 栗東ICから琵琶湖大橋を経由し、滋賀県道558号高島大津線を南下（約40分[15]）。
- 船（一般航路は運航休止中）
  - 琵琶湖汽船 大津港 - おごと温泉港 - 草津烏丸半島港 - 琵琶湖大橋港

※2023年時点では当港を発着するクルーズ船のみを臨時運航[16]。一般航路は季節運航便などが寄港することがあった。

## 周辺観光
- 琵琶湖クルーズ - 大津港は、琵琶湖汽船が運航する遊覧船「ミシガン」など琵琶湖を就航する航路の重要拠点である。
- 延暦寺 - 天台宗総本山。山号は比叡山。最澄開山。世界遺産。根本中堂などが国宝。
- 西教寺 - 伝聖徳太子創建。
- 満月寺浮御堂